# Bernhard von Gaza
Bernhard von Gaza, född 6 maj 1881 i Usedom, död 25 september 1917 i Langemark, var en tysk roddare.
Han blev olympisk bronsmedaljör i singelsculler vid sommarspelen 1908 i London.